# Чемпионат СССР по тяжёлой атлетике 1986
61-й чемпионат СССР по тяжёлой атлетике прошёл с 5 по 9 марта 1986 года в Волгограде (РСФСР). Атлеты были разделены на 10 весовых категорий и соревновались в двоеборье (рывок и толчок). Параллельно проводился международный турнир «Кубок дружбы», в котором участвовали 150 атлетов из 12 стран (Алжир, Афганистан, Болгария, Венгрия, ГДР, КНДР, Куба, Никарагуа, Польша, Румыния, СССР, Югославия).

## Медалисты
Чемпионат СССР
| Категория    | Золото                                         | Золото                 | Серебро                                          | Серебро                | Бронза                                              | Бронза                 |
| До 52 кг     | Бронислав Рыжик «Динамо» (Симферополь)         | 247,5 кг (112,5 + 135) | Алексей Колокольцев «Труд» (Кемерово)            | 245 кг (110 + 135)     | Виктор Биляк «Колос» (Киев)                         | 245 кг (110 + 135)     |
| До 56 кг     | Оксен Мирзоян «Динамо» (Ереван)                | 282,5 кг (122,5 + 160) | Николай Захаров «Труд» (Кемерово)                | 267,5 кг (125 + 142,5) | Виктор Соколовский Вооружённые Силы (Подольск)      | 257,5 кг (112,5 + 145) |
| До 60 кг     | Мухади Седаев «Динамо» (Грозный)               | 302,5 кг (135 + 167,5) | Юрий Саркисян «Севан» (Эчмиадзин)                | 292,5 кг (127,5 + 165) | Юрий Стаднюк «Урожай» (Луцк)                        | 277,5 кг (120 + 157,5) |
| До 67,5 кг   | Владимир Грачёв Вооружённые Силы (Калинин)     | 330 кг (147,5 + 182,5) | Евгений Новиков Вооружённые Силы (Ворошиловград) | 327,5 кг (145 + 182,5) | Умар Эдельханов «Динамо» (Грозный)                  | 322,5 кг (142,5 + 180) |
| До 75 кг     | Владимир Кузнецов Вооружённые Силы (Краснодар) | 360 кг (160 + 200)     | Иван Вон «Трудовые резервы» (Москва)             | 345 кг (155 + 190)     | Ревкет Шаулиханов Профсоюзы (Ульяновск)             | 345 кг (155 + 190)     |
| До 82,5 кг   | Исраил Арсамаков «Динамо» (Грозный)            | 390 кг (175 + 215)     | Александр Гусаков «Спартак» (Витебск)            | 367,5 кг (165 + 202,5) | Сергей Товбулатов «Динамо» (Кустанай)               | 365 кг (160 + 205)     |
| До 90 кг     | Виктор Солодов «Труд» (Кемерово)               | 407,5 кг (177,5 + 230) | Анатолий Храпатый Вооружённые Силы (Целиноград)  | 405 кг (177,5 + 227,5) | Сергей Копытов «Динамо» (Кокчетав)                  | 392,5 кг (177,5 + 215) |
| До 100 кг    | Александр Попов «Труд» (Красноярск)            | 415 кг (180 + 235)     | Ахмад Ачичаев Вооружённые Силы (Москва)          | 412,5 кг (185 + 227,5) | Анатолий Власов «Авангард» (Бровары)                | 410 кг (190 + 220)     |
| До 110 кг    | Юрий Захаревич «Динамо» (Димитровград)         | 427,5 кг (185 + 242,5) | Сергей Нагирный «Динамо» (Днепродзержинск)       | 425 кг (190 + 235)     | Александр Борисёнок Вооружённые Силы (Могилёв)      | 410 кг (180 + 230)     |
| Свыше 110 кг | Александр Гуняшев «Динамо» (Таганрог)          | 430 кг (197,5 + 232,5) | Леонид Тараненко «Урожай» (Минск)                | 422,5 кг (187,5 + 235) | Сергей Колеватов Вооружённые Силы (Московская обл.) | 417,5 кг (200 + 217,5) |

Кубок дружбы
| Категория    | Золото                 | Золото                 | Серебро                    | Серебро                | Бронза                  | Бронза                 |
| До 52 кг     | Бронислав Рыжик СССР   | 247,5 кг (112,5 + 135) | Бернард Пекож Польша       | 230 кг (102,5 + 127,5) | Рю Дюн Сик КНДР         | 230 кг (105 + 125)     |
| До 60 кг     | Мухади Седаев СССР     | 302,5 кг (135 + 167,5) | Ким Йонг Су КНДР           | 285 кг (130 + 155)     | Митко Грыблев Болгария  | 270 кг (120 + 150)     |
| До 67,5 кг   | Владимир Грачёв СССР   | 330 кг (147,5 + 182,5) | Ли Си Вон КНДР             | 295 кг (130 + 165)     | С. Каров Болгария       | 290 кг (127,5 + 162,5) |
| До 75 кг     | Владимир Кузнецов СССР | 360 кг (160 + 200)     | Р. Валле Никарагуа         | 250 кг (105 + 145)     | Х. Мир Абдул Афганистан | 220 кг (95 + 125)      |
| До 82,5 кг   | Исраил Арсамаков СССР  | 390 кг (175 + 215)     | Константин Урдаш Румыния   | 345 кг (152,5 + 192,5) | Иван Чакыров Болгария   | 335 кг (145 + 190)     |
| До 90 кг     | Виктор Солодов СССР    | 407,5 кг (177,5 + 230) | Детелин Петров Болгария    | 345 кг (155 + 190)     | Е. Ковач Венгрия        | 340 кг (155 + 185)     |
| До 100 кг    | Александр Попов СССР   | 415 кг (180 + 235)     | Николае Влад Румыния       | 390 кг (180 + 210)     | Николай Петров Болгария | 367,5 кг (165 + 202,5) |
| До 110 кг    | Юрий Захаревич СССР    | 427,5 кг (185 + 242,5) | Валентин Гюров Болгария    | 357,5 кг (162,5 + 195) | Здзислав Малыса Польша  | 345 кг (155 + 190)     |
| Свыше 110 кг | Александр Гуняшев СССР | 430 кг (197,5 + 232,5) | Роберт Сколимовский Польша | 375 кг (167,5 + 207,5) |                         |                        |